# الجمهورية تي في
الجمهورية تي في أول قناة متخصصة في إنتاج برامج يتم بثها على الإنترنت، مؤسس القناة هو شادي شريف وتم يثها علي يوتيوب في يونيو 2011 وإنطلق الموقع في بثه التجريبي مطلع يوليو وبدأ نشاطه في سبتمبر من نفس العام. تعتمد فكرة إنشائها على تقديم محتوى إعلامي جديد مختلف عن الإعلام التقليدي، كما جاءت فكرتها لتطوير صناعة الفيديوهات على الإنترنت بشكل أكثر احترافية وانتاجية عالية، ومن أكثر الأشياء التي تميزت بها هو إستخدامهم لأسماء برامج بنكهة شبابية مغايرة للأسماء التقليدية مثل (الحلزونة - أتجنن - اخترنا لك - العلم والإيماو - الكاميرا في الملعب) والذي أقتبس بعضها من أسماء برامج شهيرة كانت تبث قديماً على التلفزيون المصري.

## تاريخها
ساهمت ثورة الخامس والعشرين من يناير في تسليط الضوء بشكل أكبر على عالم الأنترنت والشبكات الإجتماعية التي كانت مهد إنطلاق هذه الثورة وانتشارها، كما ساهم ضعف مصداقية وسائل الإعلام العربي خلال أحداث الربيع العربي إلى لجوء الكثير من المشاهدين إلى الإنترنت وخاصة القنوات مثل يوتيوب وغيرها، شهدت الفترة التي عقب الثورة ظهور الكثير من المبدعين على الأنترنت ومنهم: باسم يوسف - تلفزيون الحارة وغيرها، إنطلقت القناة في يونيو 2011 لتجربة لتقديم محتوى إعلامي مختلف عن القنوات والبرامج التقليدية وكذلك في ظل وجود قيود إعلامية.

أسس قناة جمهورية تي في هو شادي شريف الذي قدم من قبل صحافة مختلفة من خلال شركته «كور بابليكشنز»، والتي يصدر عنها مجلات أحنا، جى ماج، كامبس، إيجبت تريجرز، بدأت القناة بثها لأول مرة ببث أغنية «مطلوب زعيم» لفريق كايروكى – صاحب «صوت الحرية بينادى» لأول مرة، وجاء صوت أحمد العسيلي، في كليب آخر، ليعرف جمهور القناة بتوجهها وسياستها التحريرية، كما عرض البث التجريبى «دستور الجمهورية تى في».

صورة ملصق إعلاني للقناة عند إنطلاقها ، تستعرض الصورة أيضا أسماء أشهر برامجها

## قائمة برامجها
| - Etganen with Omar Taher - إتجنن مع عمر طاهر - One of them - واحد منهم - Garhi Show - جارحي شو - مع إبراهيم الجارحي - Him, Her & .. هو وهى و - Alwan ElTeef - ألوان الطيف - Music - أغاني - Shekl Tany - شِكل تاني - elgtv Show - الجي تي في شو - Meen Dh? مين ده؟ - Hekaya - حكاية - Ekhtarna Lak - اخترنا لك - Spoofs Network - سبوفس نيتورك - Best of 2013 الأكثر مشاهدة في | - El 7alazona الحلزونة مع أحمد العسيلي - العلم والإيماو - Enta Anboba - أنت أنبوبة - Gabet Ragel - جابت راجل - Making of elgtv كواليس - Fotoshop - فوتوشوب - elgtv اسكتشات - Campus Show - E7na Show - احنا شو - Shokran Habeby شكرا حبيبي يا رسول الله - Hezb El Kanaba - حزب الكنبة - Hash Cinema - هاش سينما - الشعب يريد - رسائل إلى الرئيس |

## وصلات خارجية
- رابط قناة الجمهورية تي في على يوتيوب